# Revolut
Revolut — британско-литовский онлайн-банк и компания финансовых технологий, предлагающая банковские услуги. Revolut Bank UAB лицензируется и регулируется Банком Литвы на территории Европейского союза. Штаб-квартира банка находится в Лондоне, он был основан в 2015 году Николаем Сторонским и Владом Яценко. Он предлагает счета с возможностью обмена валюты, дебетовые карты, виртуальные карты, Apple Pay, процентные «хранилища», торговлю акциями и криптовалютами, а также другие услуги.
В 2020 году компания Revolut вышла на рынки Японии и США и увеличила штат сотрудников с 1500 до 6000 человек. В ноябре 2020 года компания с оценкой в 4,2 млрд фунтов стерлингов стала самой дорогой финтех-компанией Великобритании. В январе 2021 года Revolut подала заявку на получение банковской лицензии Великобритании, но по состоянию на декабрь 2022 года ответ все ещё ожидался. В июле 2021 года в результате раунда финансирования в размере 800 млн долларов США компания была оценена в 33 млрд долларов США, что сделало её самым дорогим британским технологическим стартапом на тот момент. Поскольку Revolut не имеет статуса банка Великобритании, он не возмещает убытки жертвам мошенничества с авторизованными push-платежами в этой стране.

## История

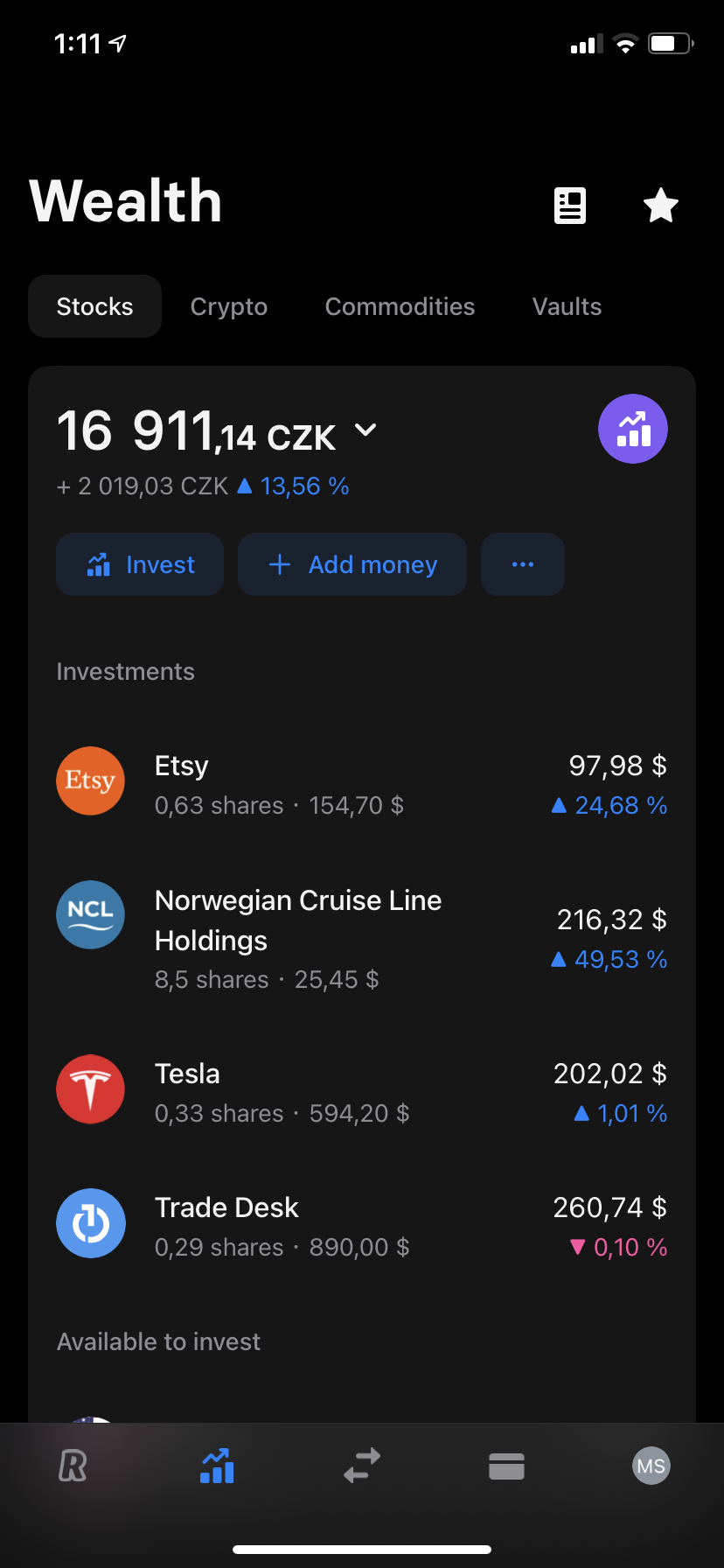
Интерфейс мобильного приложения банка

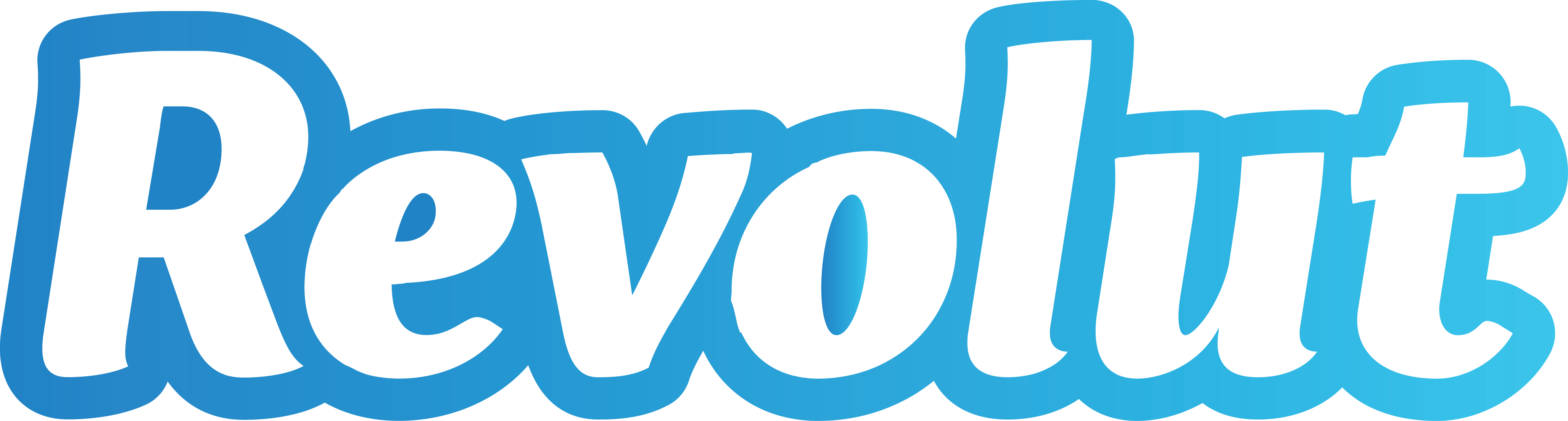
Старый логотип Revolut

Компания Revolut была основана 1 июля 2015 года россиянином Николаем Сторонским и украинцем Владом Яценко. Первоначально компания базировалась в Level39, инкубаторе финансовых технологий в районе Канэри-Уорф Лондона. В 2017 году банк начал предлагать криптовалютные услуги, включая торговлю криптовалютой. 26 апреля 2018 года компания Revolut привлекла 250 млн долларов США в рамках серии С финансирования. Её оценка после финансирования составила 1,7 млрд долларов США, что сделало её «единорогом». В декабре 2018 года Revolut получил от Европейского центрального банка при содействии Банка Литвы лицензию Challenger bank, разрешающую ему принимать вклады и предлагать потребительские кредиты, но не предоставлять инвестиционные услуги. В то же время Банком Литвы была выдана лицензия учреждения электронных денег. В марте 2019 года Revolut объединился с Dax, в том же году в отставку ушёл финансовый директор компании Питер О’Хиггинс. TechCrunch сообщил, что он уволился после обвинений в нарушениях нормативных требований, однако Revolut отрицает, что он ушёл по этим причинам. В июле 2019 года Revolut запустил торговлю акциями на Нью-Йоркской фондовой бирже и NASDAQ без комиссии, первоначально для клиентов тарифного плана Metal. Впоследствии это стало доступно для всех пользователей. В августе 2019 года компания объявила о найме нескольких сотрудников с опытом работы в традиционном банковском секторе, включая Вольфганга Бардорфа, ранее занимавшего должность исполнительного директора в Goldman Sachs и глобального руководителя моделей и методологий ликвидности в Deutsche Bank, Филипа Дойла, ранее возглавлявшего отдел финансовых преступлений в ClearBank и менеджера по предотвращению мошенничества в Visa, и Стефана Вилле, ранее занимавшего должность старшего вице-президента по финансам в N26 и менеджера по корпоративным финансам в Credit Suisse. В октябре 2019 года компания объявила о заключении глобальной сделки с Visa, после чего она вышла на 24 новых рынка и наняла 3 500 дополнительных сотрудников. В феврале 2020 года Revolut завершила раунд финансирования, который увеличил её стоимость более чем в три раза до 4,2 млрд фунтов стерлингов, в последствии чего компания стала самым дорогим стартапом в сфере финансовых технологий в Великобритании. В марте 2020 года Revolut был запущен в Соединённых Штатах. В августе компания запустила свое финансовое приложение в Японии. В ноябре 2020 года компания Revolut стала прибыльной. В январе 2021 года компания объявила о подаче заявки на получение банковской лицензии в Великобритании. В марте 2021 года Revolut подала заявку на получение банковского устава в США через заявки в FDIC и Департамент финансовой защиты Калифорнии. В июле 2021 года Revolut привлёк 800 млн долларов США от инвесторов, включая SoftBank Group и Tiger Global Management, при оценке в 33 млрд долларов США. В январе 2022 года Revolut начал работу в качестве банка (вместо учреждения электронных денег) ещё в 10 европейских странах: Бельгия, Дания, Финляндия, Германия, Исландия, Лихтенштейн, Люксембург, Нидерланды, Испания и Швеция. 
В марте 2022 года, после начала вторжения России на Украину, Сторонский публично выступил против войны в Украине, а Revolut пожертвовал 1,5 миллиона фунтов стерлингов Красному Кресту. В 2022 году Сторонский отказался от российского гражданства, будучи также гражданином Великобритании. Его отец – глава АО «Газпром промгаз» Николай Сторонский.
На март 2022 года у Revolut было 18 млн клиентов по всему миру, и компания совершала 150 млн транзакций в месяц. В сентябре 2022 года компания Revolut подтвердила, что в результате кибератаки были раскрыты личные данные 50 000 из 20 млн её клиентов. В том же месяце Управление финансового поведения Великобритании добавило Revolut в список компаний, имеющих право предлагать криптовалютные продукты и услуги; компания предлагала торговлю криптовалютами с 2017 года, но не регулировалась. В ноябре 2022 года Revolut пробил отметку в 25 млн клиентов. 
В январе 2023 года Revolut объявил, что переведет 2 млн своих ирландских клиентов в новый ирландский филиал и перенесёт их с литовских IBAN на ирландские IBAN в попытке конкурировать с остальными действующими банками после ухода RBS и KBC Bank из Ирландии. Счета Revolut начали позволять делать ставки для держателей криптовалют с доказательством ставки в Великобритании и Европейской экономической зоне в 2023 году. Возможность делегирования доли и получения вознаграждения за помощь в поддержании блокчейна является частью proof-of-stake блокчейнов Cardano (ADA), Ether (ETH), Polkadot (DOT) и Tezos (XTZ).

## Услуги

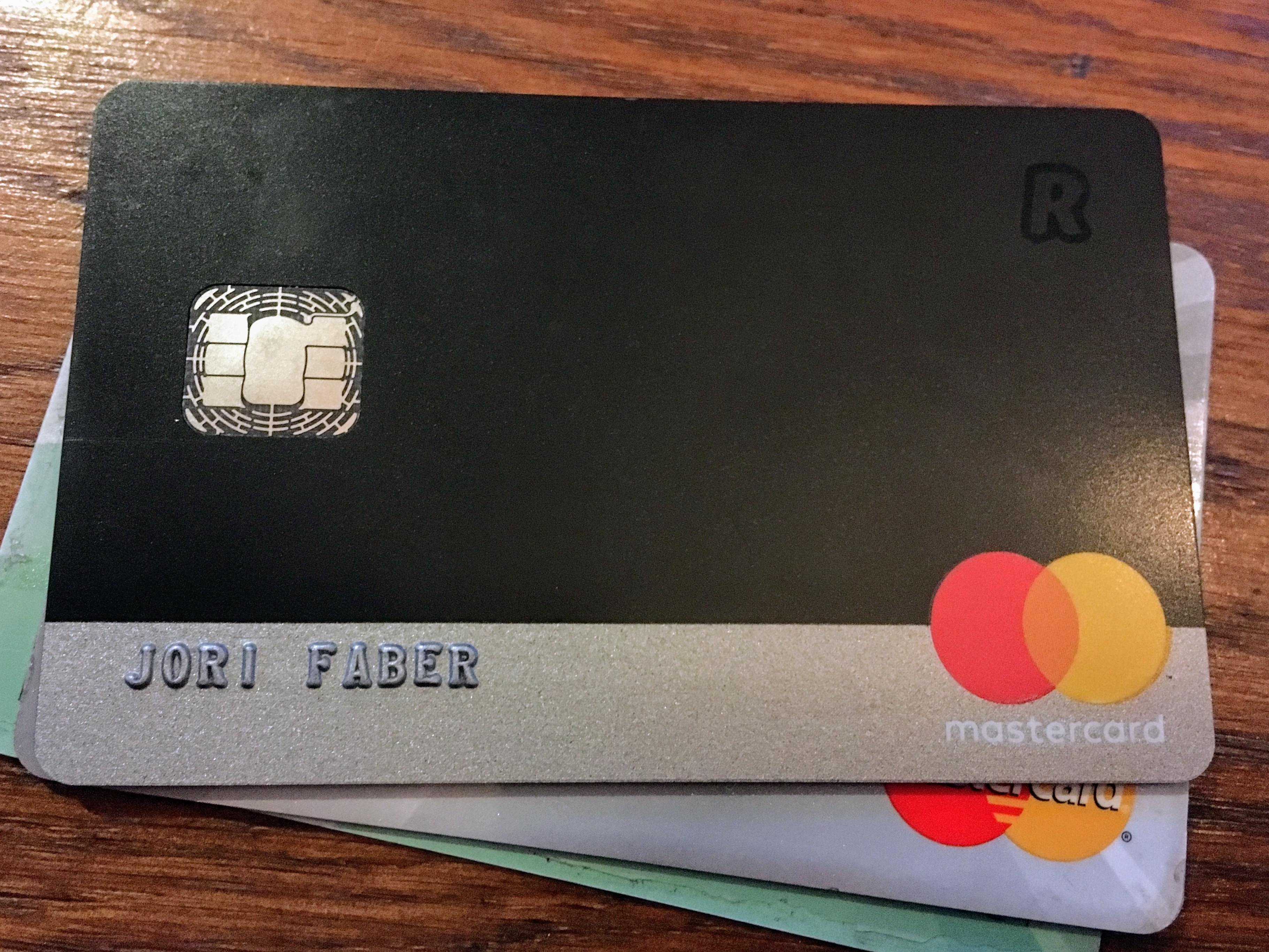
Физическая банковская карта Revolut

Revolut предлагает банковские услуги, включая банковские счета в фунтах стерлингов и евро, дебетовые карты, обмен валюты, торговлю акциями, обмен криптовалют и одноранговые платежи. Мобильное приложение Revolut поддерживает снятие денег через банкоматы в 120 валютах и переводы в 29 валютах непосредственно из приложения. При платежах в выходные дни взимается дополнительная комиссия в размере от 0,5 % до 2 %, защищающая Revolut от колебаний обменного курса.
Он также предоставляет клиентам доступ к таким криптовалютам, как Bitcoin, Ethereum, Litecoin, Bitcoin Cash, Cardano и XRP, путём обмена на 25 фиатных валют. За покупку или продажу взимается комиссия в размере 1,49 %. Криптовалюту нельзя депонировать или тратить, её можно только конвертировать обратно в фиат внутри Revolut. Кроме того, Revolut работает со столичным коммерческим банком Нью-Йорка который не разрешает перевод фиатных денег на криптовалютные биржи или с них.
Revolut предоставляет возможность торговли акциями, с доступом к ряду американских акций и дробной покупкой/продажей акций. Акции, приобретённые в приложении, не могут быть переведены другому брокеру, но должны быть проданы/конвертированы обратно в наличные, которые затем могут быть сняты.

## Критика

### Автоматическая блокировка аккаунтов
Revolut, как и традиционные финансовые учреждения, использует алгоритмы для выявления отмывания денег, мошенничества и другой преступной деятельности, но в отличие от остальных банковских учреждений, алгоритмы Revolut дополнительно вызывают автоматическую приостановку счетов. Revolut объясняет, что «система запрограммирована на временную блокировку счета и постановку его в очередь до тех пор, пока один из наших агентов по соблюдению нормативных требований не рассмотрит дело».
В 2020 году сообщалось, что алгоритмы Revolut ошибочно приостанавливали счета на несколько недель или месяцев подряд, потому что у Revolut не было достаточного количества агентов по соблюдению нормативных требований, которые могли бы проверять автоматические приостановки раньше. Хотя Revolut не выплачивал проценты на большие приостановленные остатки, он мог зарабатывать проценты на средства на оптовых денежных рынках. Клиенты, чьи счета были приостановлены, не могли связаться с обычным каналом поддержки Revolut через чат, и вместо этого получали автоматические ответы от чат-бота. Газета Daily Telegraph сообщила, что компания Revolut приостановила действие счета с 90 тыс. фунтов стерлингов более чем на два месяца, а другой клиент проехал 500 миль от Оверни во Франции до лондонского офиса Revolut в безуспешной попытке вернуть 15 тыс. фунтов стерлингов со счета, который компания Revolut аналогичным образом заморозила без объяснения причин. В другом случае, о котором сообщает The Times, Revolut приостановил и впоследствии закрыл бизнес-счёт с 300 тыс. евро, принадлежащий компании Priorité Energie, которая «помогает семьям с низким доходом в Париже утеплять свои дома в рамках правительственной инициативы», лишив компанию возможности платить своим сотрудникам.
По данным Finews.com, на публичных интернет-форумах Revolut в 2020 году было размещено почти 500 жалоб клиентов на заблокированные счета и отсутствие реакции со стороны службы поддержки Revolut.

### Практика трудоустройства
В марте 2019 года журнал Wired опубликовал разоблачительный материал о практике найма и культуре труда в компании. В ней были обнаружены факты неоплачиваемой работы, высокой текучести кадров, а также приказы сотрудникам работать без выходных, чтобы выполнить показатели эффективности. В более поздней статье Sifted, опубликованной в декабре 2019 года, отмечалось, что на сайте Glassdoor у Revolut более высокий рейтинг, чем у аналогичных компаний.
В июне 2020 года Wired опубликовал ещё одно разоблачение увольнения сотрудников Revolut во время пандемии COVID-19, когда сотрудникам, особенно в Кракове, был предоставлен выбор: увольнение за неудовлетворительную работу или взаимное соглашение о добровольном уходе из компании, чтобы сократить объявленное Revolut количество увольнений — 62. В отчете поясняется, что «нынешние и бывшие сотрудники Revolut утверждают, что их принуждали согласиться на увольнение, хотя у компании не было законных оснований для увольнения», и что на сотрудников в Порту оказывали давление, чтобы заставить их согласиться на схему жертвования зарплатой, чтобы сохранить работу. По данным Wired, в сообщении, отправленном в Slack команде поддержки клиентов, состоящей из 495 человек, вскоре после объявления о схеме жертвования зарплатой, руководитель службы поддержки Инна Грынова призвала их принять участие:
На сегодняшний день почти 20 процентов наших сотрудников по всему миру представили свои жертвы. В Support мы собрали всего 44 заявления (из 495 сотрудников), что очень мало. Наша цель — использовать SSS как альтернативу необходимости увольнения сотрудников и других сокращений расходов. Поэтому успех SSS зависит от всех нас. Если этого будет недостаточно, то, к сожалению, нам придется прибегнуть к другим шагам, которых мы постараемся избежать. Положительное влияние SSS может быть достигнуто только тогда, когда мы будем работать вместе.

### Невозмещение ущерба жертвам мошенничества
По состоянию на декабрь 2022 года Revolut, будучи компанией электронных денег, предлагающей цифровые банковские услуги, а не британским банком, не подписалась под добровольной схемой модели условного возмещения (CRM) и, в отличие от банков, отказалась возмещать убытки жертвам мошенничества с авторизованными push-платежами.